# 阿刻戎 (乐队)
阿刻戎是美国黑金属乐队，1988年成立于匹兹堡。 阿刻戎的音乐风格拥有常见的死亡金属音乐特征，包括快速电吉他，极端唱法。

## 现任成员
- 文森特·克劳利 (英语：Vincent Crowley) – 创作者， 吉他手， 歌手 (1988年 – 至今)
- 亚瑟·泰勒 (英语：Art Taylor) – 吉他手 (2009年 – 2010年, 2012年 – 至今)
- 沙恩·Cothron (英语：Shaun Cothron) – 吉他手 (2011年 – 2012年, 2014年 – 至今)
- 布兰登·豪 (英语：Brandon Howe) – 鼓手 (2014年 – 至今)

## 离任成员
- 撒旦教会的大祭司 – 彼得·霍华德·吉尔摩（英语：Peter H. Gilmore） – 歌词，键盘手[1] (1988年 – 1989年)

## 作品
| - 黑色弥撒仪式 (英语：Rites of the Black Mass) (1992年) - 同态复仇 (拉丁语：Lex Talionis) (1994年) - 撒旦的胜利 (英语：Satanic Victory) (1994年) - 反神，反基督 (英语：Anti-god, Anti-christ) (1996年) - Those Who Have Risen (1998年) - Rebirth: Metamorphosing Into Godhood (2003年) - 最后的冲突：上帝的末日 (英语：The Final Conflict: Last Days of God) (2009年) - 仇恨的崇拜 (德语：Kult Des Hasses) (2014年) - Compendium Diablerie – The Demo Days (2001年) - Tribute to the Devil's Music (2003年) - Decade Infernus 1988–1998 (2004年) - 同态复仇 / 撒旦的胜利 (拉丁语/英语：Lex Talionis / Satanic Victory) (2005年) - 同态复仇 / 撒旦的胜利 (拉丁语/英语：Lex Talionis / Satanic Victory) (2010年) | - 黑色弥撒 Live (法语：Messe Noir (Live))(1989年) - Alla Xul (1992年) - Necromanteion Communion (1998年) - Xomaly (2002年) - 1990 Future Release (1990年) - 黑色弥撒仪式 (英语：Rites of the Black Mass) (1991年) - Satanic Supremacy (2008年) |

## 外部連結
- 阿刻戎的Facebook專頁 （英文）
- 阿刻戎的X（前Twitter） （英文）
- YouTube上的文森特·克劳利 （页面存档备份，存于）
- ALLMUSIC.com – Acheron Biography by Eduardo Rivadavia （页面存档备份，存于） （英文）
- DISCOgs.com – Acheron Discography （页面存档备份，存于） （英文）